# 심성암

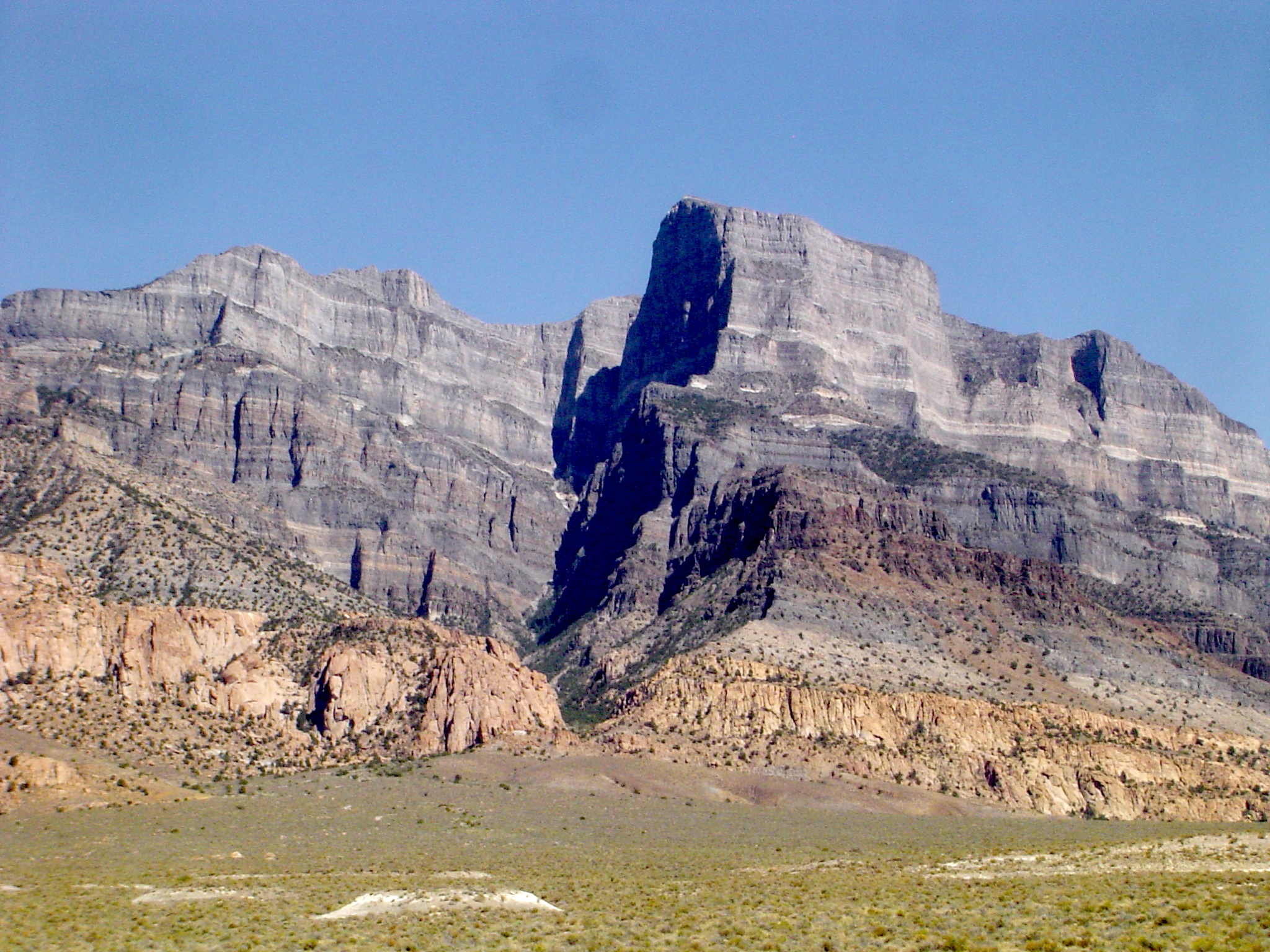

심성암(深成岩)은 화성암의 종류 중 하나로, 지하 깊은 곳에서 마그마가 천천히 식어 만들어진 암석이다. 광물 입자의 크기가 큰 조립질 조직이 나타난다. 종류는 화강암, 반려암, 섬록암이 있다.